# Jan Červenka
Jan Červenka (3. dubna 1861 Praha – 24. ledna 1908 Královské Vinohrady) byl český prozaik, dramatik, básník a překladatel z francouzštiny a španělštiny; ve své poezii navazoval na Jaroslava Vrchlického.

## Život
Narodil se v rodině Jana Červenky, klasického filologa a překladatele. Po vystudování gymnázia v Hradci Králové (1871–1879) studoval na pražské univerzitě práva. Po dokončení studií působil jako tajemník městského úřadu na Vinohradech, ale věnoval se také organizaci literárního života v Praze. Patřil mezi zakladatele literárního spolku Máj, jehož byl řadu let tajemníkem, a podílel se i na organizaci stejnojmenného nakladatelství. Přispíval do řady časopisů: Květy (od 1879), Máj (od 1902), Národní listy (od 1882), Lumír (od 1879), Ruch (od 1879), Rozhledy literární (od 1886) a další. Publikoval pod pseudonymy Giovanni, Jean Juan Giovanni, Juan Giovanni Jean.
V roce 1892 se Jan Červenka oženil s Marií Holubkovou. Zemřel roku 1908 na Vinohradech a byl pohřben na Vinohradském hřbitově.

## Dílo
Nejvýznamnější oblastí jeho činnosti je poezie, patřil k žákům a pokračovatelům Jaroslava Vrchlického. Námětem jeho poezie byla zpočátku téměř výlučně láska a milostný cit, v pozdějších letech tematika vyrovnání a smíření se životem. Veřejně poprvé vystoupil roku 1879 v Květech s překladem básně Françoise Coppéea a v Lumíru s vlastními básněmi i s překlady několika básní španělských. První sbírku svých lyrických básní Amoroso vydal v roce 1883, po ní následovaly další sbírky: z roku 1885 Ztišené vlny a z roku 1891 Písně Závišovy. Písně Závišovy jsou nejznámější z jeho sbírek, jde o milostnou lyriku opěvující ženu a lásku k ní. Tato sbírka byla zhudebněna Rudolfem Frimlem (1901). Po formální stránce usiloval Jan Červenka, většinou však neúspěšně, o zavedení nových forem, např. tzv. trylků, což byly básně o pěti slokách, z nichž každá následující sloka je kratší o jeden verš.
Jeho prozaické práce, uveřejněné většinou v Lumíru, byly souborně vydány pod názvem Novelly (1884). O rok později byla vydána druhá sbírka jeho novelistických prací Dětské kartony (1885). V jeho prozaickém díle jde většinou o povídky z vesnického a maloměstského prostředí a také zde bývá ústředním tématem láska, mnohdy nešťastná, zaplacená životem. V Národním divadle v Praze byly s nevelkým úspěchem uvedeny některého jeho dramatické pokusy.
Překládal francouzské a španělské básně, prózu a drama, především pak autory, kteří mu byli umělecky a myšlenkově blízcí – François Coppée, Gustavo Adolfo Bécquer, Fernán Caballero, José de Espronceda, José Zorrilla a další. Společně s Rudolfem Dvořákem se pokusil o překlad turecké poezie.